# Museu diocesà sorrentí-estabià
El Museu diocesà sorrentí-estabià és un museu arqueològic, situat a Castellammare di Stabia i anomenat així perquè va ser creat per instàncies de l'arquebisbat de Sorrento-Castellammare di Stabia juntament amb un equip d'arqueòlegs.

## Història i estructura
El museu es va inaugurar el juny de 2008 a instàncies de l'arquebisbe de l'arquebisbat de Sorrento-Castellammare di Stabia, Felice Cece, als locals de l'antiga església de l'Oratori, abandonada durant anys i accessible només després d'una acurada i llarga restauració. Aviat va obtenir un èxit moderat de públic, sumant més de 2.000 visites en pocs mesos.

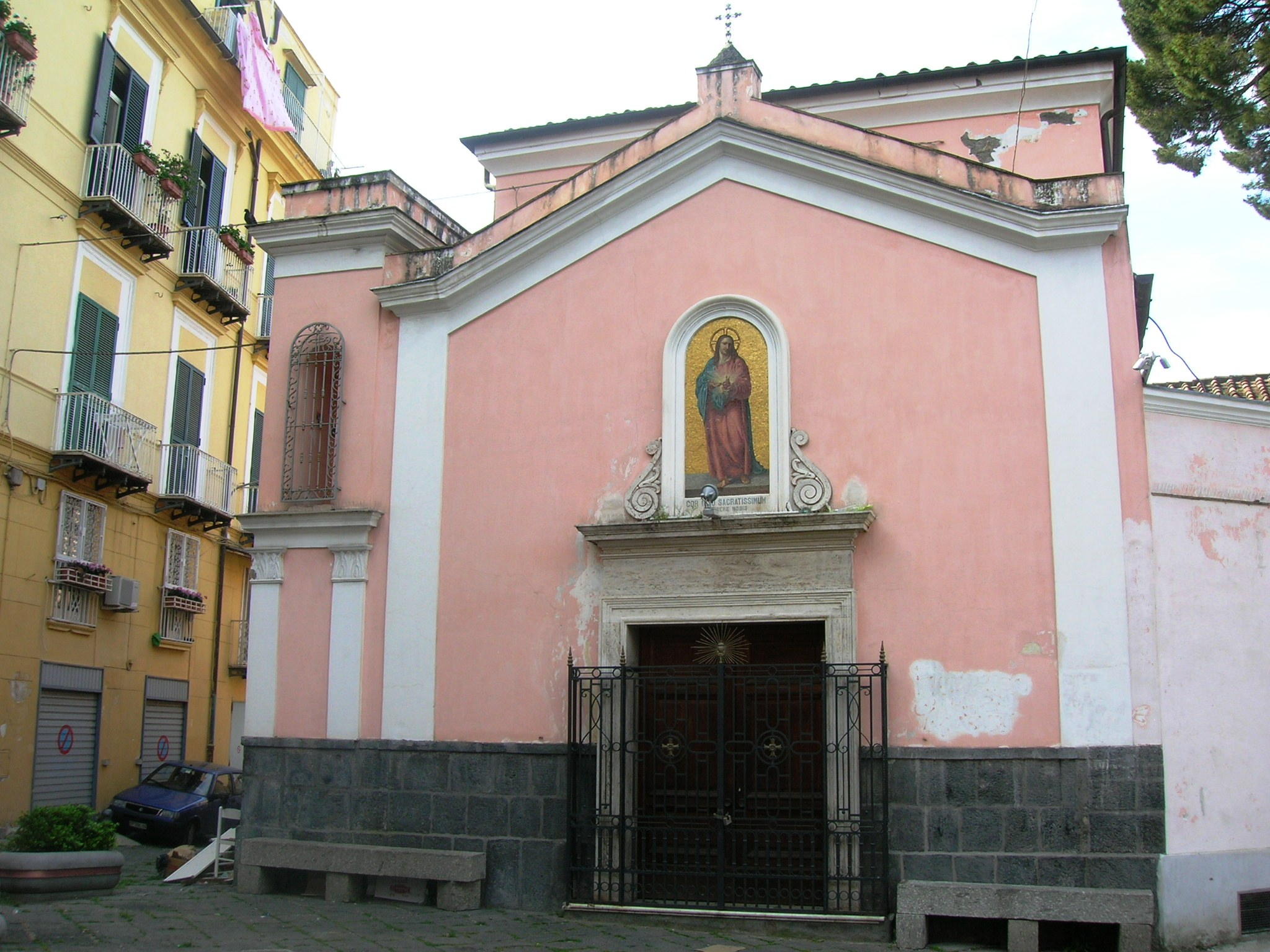
L'entrada a l'església de l'Oratori, que acull el recinte del museu

Malgrat les seves reduïdes dimensions, el museu acull nombroses troballes arqueològiques que es remunten a l'època romana, procedents de les excavacions arqueològiques realitzades a l'anomenada Area Christianorum, és a dir, una zona sota la Cocatedral de la Santíssima Maria Assunta i Sant Catello de Castellammare di Stabia, descoberta durant la construcció de la capella de Sant Catello a finals del segle xix. Es tracta principalment de restes d'una necròpolis però també de fragments de carrers, cases i antigues botigues. Abans de l'obertura del museu, les troballes es guardaven a l'interior de l'Antiquarium stabiano, que també recullia les procedents de les excavacions arqueològiques d'Estàbia al turó de Varano, però tancades al públic durant molt de temps a l'espera d'una millor ubicació.
Entre les troballes, làpides, columnes (com el famós mil·liari col·locat a Stabiae, a la carretera que unia Nuceria Alfaterna i Sorrentum, immediatament després de l'erupció del Vesuvi del 79), capitells i sarcòfags (com el de Caio Longinio), així com un gran nombrosos mobles diversos, inclòs un fermall de llibre fet d'os que representa una abraçada entre sant Pere i sant Pau. A més de les restes de l'època romana, també d'altres que es remunten a l'època renaixentista o provenen de la tercera catedral de Castellammare di Stabia o de l'antiga església de San Francesco, a més d'una petita estatueta de terracota que representa a San Biagio i que es troba a l'homònima cova. A més, uns forats a l'interior del terra, coberts per plaques de vidre, permeten observar la cripta sota l'antiga església, mentre que a la part principal es projecten imatges que representen la zona d'excavació de l'Àrea Christianorum de la catedral, actualment inaccessible.